# Émile Buré
Pour les articles homonymes, voir Buré (homonymie).
Émile Buré, né le 6 mars 1876 à Dreux et mort le 31 mai 1952 à Saint-Mandé, est un journaliste politique français de la première moitié du XXe siècle ; il fut le directeur de plusieurs journaux, les quotidiens L'Éclair (1919-1925), L'Avenir (1925-1928), L'Ordre (1929-1940 et 1945-1948) et les hebdomadaires Vendémiaire (1935-1938) et France-Amérique (1943-1944).

## Biographie

### Milieu social et études
Émile Clément Charles Buré est le fils de Charles Louis Buré, marchand mercier à Dreux et d'Honorine Alphonsine Ernestine Bonneau. Il commence ses études au collège de Dreux (1883-1887) et les poursuit à Paris au lycée Janson-de-Sailly. Il prépare le concours d'entrée à Saint-Cyr. Admissible au concours en 1896, il abandonne son projet de devenir officier.

### Les débuts: le socialiste dreyfusard
Étudiant, il fréquente la jeunesse des cafés du Quartier latin et devient socialiste, sous l'influence notamment de Jean Longuet. Il fait partie du groupe des étudiants collectivistes vers 1898-1900. Il appartient avec ce dernier à la Fédération des socialistes révolutionnaires indépendants, qui intègre la Confédération des socialistes indépendants en 1899. 
Il est aussi dreyfusard. Il signe ainsi en 1898 un appel demandant la révision du procès du capitaine Alfred Dreyfus, en tant qu'ancien président des Corniches (classes préparatoires à Saint-Cyr) de France. 
Il rencontre Aristide Briand, alors socialiste ; ce dernier est secrétaire général de la Fédération socialiste, Buré est secrétaire adjoint. Il devient le secrétaire de la revue Le Mouvement socialiste d'Hubert Lagardelle ; son nom apparaît dans le sommaire dès la première année en 1899. Selon Jean Longuet, il appartient à la fraction de gauche du Parti socialiste français de Jean Jaurès.

### Carrière sous laIIIeRépublique: cabinets ministériels et journalisme
En 1903, Georges Clemenceau l'engage à L'Aurore pour être rédacteur parlementaire. Clemenceau devient un mentor et un ami. Buré est celui qui lui attribue le surnom de « Tigre », en 1906 ou 1903.
Il est membre en 1904-1905 du comité de rédaction de La Vie socialiste de Francis de Pressensé. Il collabore aussi aux Cahiers de la Quinzaine de Charles Péguy. 
À partir de 1906, il est membre de plusieurs cabinets ministériels, ce qui l'amène à abandonner ses idéaux socialistes de jeunesse et à mieux connaître les coulisses du pouvoir ; cela le servira pour affiner ses futurs éditoriaux. Plusieurs sources le présentent comme chef de cabinet de Clemenceau lorsque ce dernier est nommé ministre de l'Intérieur en mars 1906. C'est en réalité Jean Philip, autre journaliste de L'Aurore, qui occupe cette fonction. Buré n'est que chef-adjoint du cabinet de Julien Simyan, sous-secrétaire d'État aux postes, d'octobre 1906 à 1909. Il est ensuite chef adjoint du cabinet d'Aristide Briand, président du Conseil, entre 1909 et 1911. Membre officieux du cabinet de ce dernier en 1912 et 1913, il intègre à nouveau son cabinet en 1914. En novembre 1915, il redevient chef-adjoint du cabinet de Briand, nommé à nouveau président du Conseil. 
Buré est le rédacteur en chef et l'éditorialiste patriote du quotidien La France d’Édouard Julia entre 1917 et 1919 ; il y est entré en 1913. Il se targue d'être fidèle au « vieil enseignement réaliste » de Karl Marx contre les illusions et le pacifisme des socialistes, taxe le parti socialiste de « parti de la défaite » et acclame ses mentors, Clemenceau et Briand. Jean Longuet souligne en avril 1918 qu'il est un renégat du socialisme et qu'il est devenu « un des adversaires les plus acharnés et aussi plus perfides du socialisme et de la démocratie ouvrière » et dénonce par la suite son « chauvinisme ». Buré quitte La France en février 1919.

Le 2 août 1919, Buré devient le directeur politique d'un autre quotidien, L’Éclair, avec comme programme la lutte contre à la fois les socialistes internationalistes et l'Action française, la « guerre au cosmopolitisme (...), à l'étatisme (...), la révision de la Constitution, la décentralisation sur la base du régionalisme économique ». Il appuie de ce fait le Bloc national. Buré souligne qu'il partage avec L'Action française « la dénonciation du pacifisme qui appelle la guerre (et de) la démagogie bolcheviste, alliée de la ploutocratie cosmopolite ». Il est assigné en justice en décembre 1924 par le gouvernement du cartel des gauches lorsque son journal publie un document confidentiel. Il est défendu par l'avocat Alexandre Zévaès - autre renégat du socialisme - , qui collabore par ailleurs à L’Éclair, et bénéficie d'un non-lieu. 

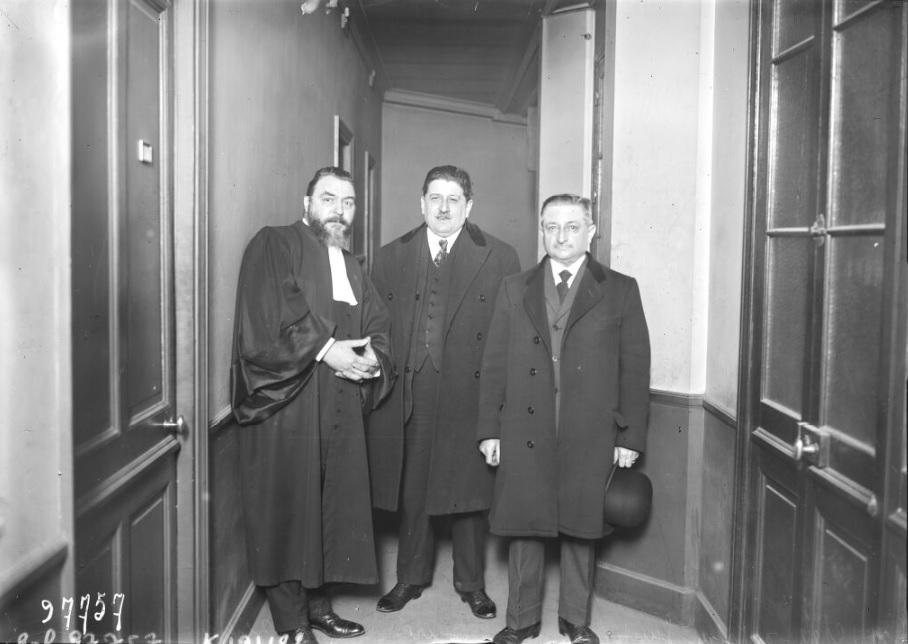
Alexandre Zévaès (à gauche) et Gatherot (à droite) au procès d'Émile Buré (au centre) en décembre 1924.

Pour fêter sa croix de chevalier de la Légion d'honneur attribuée en 1922, ses amis organisent un banquet. Un de ses amis de jeunesse, Anatole de Monzie, le préside. Trois ministres en exercice y prennent part, dont Léon Bérard. Ainsi que d'autres hommes politiques, radicaux, centristes ou de droite modérée :  Chéron, Yves Le Trocquer, Laurent Eynac, Frédéric François-Marsal, Paul Doumer, Symian, Henry de Jouvenel - autre ami de jeunesse -, Daniel Vincent, Gaston Vidal, Paul Laffont, Jules Pams, etc. Et des directeurs de journaux ou journalistes, comme Étienne de Nalèche ou Eugène Lautier.
Il devient le 18 novembre 1925 le directeur et rédacteur en chef de L'Avenir, lorsque ce journal reprend L’Éclair. Il doit cependant partager la direction politique avec André François-Poncet, membre du conseil d'administration de la société possédant le journal. Des relations conflictuelles avec François-Poncet ou bien Ernest Billiet l'amènent à quitter L'Avenir en juin 1928. Il accepte alors l'offre de François Coty de diriger un nouveau journal, L'Ami du peuple du soir mais il démissionne avant la parution du premier numéro. Revenu à L'Avenir le 29 octobre 1928 pour livrer ses « libres propos », il le quitte bientôt, définitivement, en juillet 1929. Il collabore parallèlement à un quotidien de province, La Petite Gironde, de la fin de l'année 1926 à 1928, même si ce journal ne partage pas tous ses points de vue. Il collabore aussi pendant quelques semaines à partir de novembre 1927 à La Gazette du franc de Marthe Hanau.
Les journaux qu'il dirige se classent à droite - une droite modérée -, dans la mesure où Buré s'oppose aux socialistes et aux communistes et au cartel des gauches. Fin 1923, il prend part à une réunion destinée à préparer les élections législatives de 1924, au siège de l'Union des intérêts économiques, aux côtés d'Ernest Billiet, des dirigeants des principales organisations de droite (Antony Ratier, Mamelet et André François-Poncet pour le Parti républicain démocratique et social, Auguste Isaac et deux autres représentants de la Fédération républicaine, Xavier de La Rochefoucauld et Dufresne pour l'Action nationale républicaine et l'Action libérale populaire), et de deux autres directeurs de quotidiens, Henry Simond de L'Écho de Paris et Léon Bailby de L'Intransigeant. En 1925, L’Éclair et L'Avenir soutiennent la Ligue républicaine nationale et Buré attaque le radical-socialiste Édouard Herriot, les socialistes et les communistes. Il dénonce le régime dictatorial de l'URSS et sa situation sociale dans les années 1920,. Il reproche en 1928 à son ami Anatole de Monzie de vouloir que la France établisse des relations avec l'URSS car ce serait méconnaitre les « desseins criminels » de ce pays et parce que l'Union soviétique a « renversé toutes les valeurs morales des nations civilisées et (...) a juré la perte (de la France) ». 
Il fonde en 1929 et dirige un nouveau journal du matin, L'Ordre, « journal quotidien d'opinion et d'informations ». Son premier numéro paraît le 20 décembre 1929. C'est un petit journal, au tirage modeste, lu surtout pour l'éditorial de son directeur politique, Buré. Il polémique avec d'autres directeurs comme Eugène Lautier ou Léon Bailby, ou encore Charles Maurras à la fin des années 1930. Avec aussi des journalistes comme Pierre Dominique et des hommes politiques radicaux, comme Joseph Caillaux, Georges Ponsot ou François Albert. Avec des dirigeants socialistes, tel Paul Faure. Des socialistes le mettent en cause dans Le Populaire, en « une ».  
Les bureaux de L'Ordre se situent à Paris au 31, rue Tronchet. Buré est secondé par un rédacteur en chef, Léon Treich (un ancien de L'Eclair), qui s'occupe presque seul de la confection du journal. Georges Ludwig(ancien de L'Eclair) est le co-directeur-administrateur du journal jusqu'à sa mort en 1934. Jacques Ebstein, secrétaire général, le remplace en 1934. Ce dernier publiait dans L'Eclair et L'Avenir des interviews de personnalités françaises ou étrangères, comme Mussolini en 1926, que Buré a rencontré avec lui à Rome ; il continue d'en mener de temps à autre pour L'Ordre. Bernard Auffray, qui publiait une chronique de politique étrangère, devient alors le secrétaire général, et le directeur administratif de facto. Parmi les autres collaborateurs de L'Ordre, on relève d'autres anciens de L'Eclair/Avenir comme Pierre Loewel, qui mène une double carrière d'avocat et de journaliste, notamment de critique littéraire, membre du parti radical et du comité central de la LICA, Louis Marsolleau, Jean Sers de Givet, chef de la rubrique de politique étrangère, ou encore Jacques Debû-Bridel, rédacteur parlementaire, issu de l'extrême droite. Ainsi qu'André Stibio, Alfred Silbert, ou un homme de gauche comme Jean Pierre-Bloch. Et puis, à partir de mai 1938, lorsque le journal parait sur 6 pages au lieu de 4, Julien Benda, Fernand Gregh, Georges Duhamel, Georges Lecomte, Roland Dorgelès, Pertinax. 
Ce journal d'opinion a besoin de subventions pour survivre. C'est Jacques Ebstein qui se charge de trouver des commanditaires. Dans ses mémoires, Bernard Auffray le présente comme un mondain, fréquentant les salons et les personnalités de droite, moins « respectueux de l'indépendance » du journal que Ludwig dans la mesure où il n'hésite pas à mettre L'Ordre au service de ses « ambitions mondaines » (échos flatteurs, mise en avant de certaines manifestations). L'évolution de la ligne éditoriale du journal dans les années 1930 fait que ses amis le lui reprochèrent et lui « tournèrent le dos ». Auffray affirme que Buré « ne s'achète pas » mais qu'il eut besoin de subsides et que les subventions versées limitèrent son indépendance. Il évoque celles d'Ernest Billiet et d'Ernest Mercier, du Redressement français. L'Ordre est subventionné par l'industriel de la sidérurgie et dirigeant de la Fédération républicaine François de Wendel jusqu'en 1933. Une société anonyme possédant le journal est lancée en 1934-1935. Buré siège à son conseil d'administration. Il possède 1200 actions du capital formé de 2000 actions, du fait de ses apports. Parmi les actionnaires, on trouve quelques-uns de ses collaborateurs, tels Jacques Ebstein ou Jean Sarrus, des administrateurs de sociétés, l'industriel et député du Nord Louis Nicolle (droite modérée), le député Bertrand de Sauvan d'Aramon (Fédération républicaine). Dans son article de septembre 1980, Auffray affirme que Buré s'est refusé à adopter la politique préconisée par ses soutiens financiers au lendemain du 6 février 1934, puis au lendemain de Munich en 1938. Il évoque « son  administrateur, très répandu dans les milieux mondains de la droite, (qui) le quitta avec un certain fracas et avec lui disparurent les plus importants des subsides nécessaires à la vie du journal ». L'ancien ministre Édouard Daladier évoque dans son Journal de captivité (1940-1945) la pratique des enveloppes issues des fonds secrets distribuées aux directeurs de journaux par le président du Conseil, le ministre de l'Intérieur ou le ministre des Affaires étrangères, soulignant qu'il était rare de suspendre ces versements, ce qu'il lui est « arrivé une fois avec Émile Buré qui (lui) en a toujours voulu ».
Buré collabore à partir de mars 1933 à l'hebdomadaire Je suis partout. Dans le numéro du 30 décembre 1933, sous le titre « le problème juif », il indique qu'il n'a « jamais été ni antisémite ni philosémite » et rappelle qu'il a déclaré récemment qu'« Hitler avait commis un crime abominable en maltraitant les juifs »,. Il révèle en 1945 que le propriétaire de Je suis partout, l'éditeur Arthème Fayard, lui a annoncé le 9 février 1934 qu'il ne collaborerait plus à l'hebdomadaire pour avoir écrit dans L'Ordre un commentaire trop favorable à Léon Blum au moment du 6 février 1934, ce qui n'aurait pas été du goût des lecteurs de Je suis partout. Il est aussi de 1935 à 1938 le directeur politique d'un hebdomadaire, Vendémiaire, fondé en 1934 par Maurice Guillaume. Il collabore à la fin des années 1930 à la revue L'Europe nouvelle dont Pertinax est devenu le rédacteur en chef.
Dans les années 1930, c'est un partisan d'une droite modérée, opposé à la manifestation antiparlementaire du 6 février 1934 et aux Ligues d'extrême droite, à l'interdiction de la franc-maçonnerie et, en 1936, aux « démagogues » de gauche - socialistes et communistes - comme de droite, qui mèneraient à la dictature. Il critique les grèves de 1936. L'Ordre est le seul quotidien de droite à désapprouver clairement le discours antisémite que tient Xavier Vallat contre Léon Blum en 1936.
Devenu très patriote, sous l'influence notamment de Clemenceau, il est hostile au pacifisme de son ancien mentor Aristide Briand et attentif au danger allemand, de la république de Weimar puis du Troisième Reich. Il réclame une alliance franco-soviétique contre l'Allemagne d'Hitler à partir de 1934, ce que refuse en général la droite anticommuniste, à l'exception d'un Henri de Kérillis. En 1935, avec d'autres journalistes, il accompagne à Moscou Pierre Laval, alors ministre des affaires étrangères, venu discuter avec Staline du traité franco-soviétique d'assistance mutuelle. Il dénonce les accords de Munich en 1938, à l'instar d'Henri de Kérillis ou André Géraud (alias Pertinax) et des communistes. Contrairement à Kerillis, il est hostile à Franco et aux franquistes, du fait de son opposition à Hitler et à Mussolini. Ce qui l'amène à dénoncer les nationaux français et les journaux qui admirent trop les dictateurs et oublient le danger allemand. De même, en 1938, il dénonce la fraction de la bourgeoisie française qui « souhaite la Paix à tout prix avec Hitler et Mussolini » du fait de sa crainte du communisme.
Cela lui vaut d'être taxé d'« esclave des Soviets » par Georges Bonnet. Et d'être attaqué par les tenants d'une ligne néo-pacifiste tels les maurrassiens de L'Action française, qui le respectaient auparavant du fait de son patriotisme. Ils l'accusent désormais d'être un « vendu ». Ces antisémites soulignent à partir de 1934 l'action du co-directeur de L'Ordre, « l'affreux (Jacques) Ebstein », juif, qu'ils appellent « Jacob Ebstein ». Le journal de Charles Maurras souligne également l'action trouble d'Otto Katz. Buré a préfacé en 1938 un livre de cet agent soviétique, spécialiste de l'agit-prop, Hitler en Espagne, paru aux Éditions Denoël. Katz aurait même travaillé pour L'Ordre en 1938-1939 et l'aurait fait bénéficier d'une subvention de 2 millions de francs attribuée par Juan Negrín. « J'ai été rédacteur du quotidien parisien L'Ordre. (...) Je suis entré à la rédaction avec l'accord de la direction du PCA en 1938. J'y représentais les intérêts de la République espagnole car Negrin finançait L'Ordre avec deux millions de francs français. (...) Mon devoir était de veiller à ce que la ligne de la politique étrangère de L'Ordre soit antimunichoise, antinazie, favorable au pacte franco-soviétique et à l'aide à la République espagnole », avouera Katz plus tard, lorsque l'URSS décida de l'épurer après la Seconde Guerre mondiale (ce qui jette le doute sur la véracité de ses affirmations). Il déclare aussi que Buré recevait de l'argent de l'ambassade de Tchécoslovaquie comme de l'ambassade soviétique. Buré condamnera pour autant en 1939 le pacte germano-soviétique - qui l'a d'abord laissé stupéfait  -, la politique étrangère que mène l'URSS en 1939-1940 et « l'obéissance servile » des communistes français à l'égard de Staline.
Contre les accusations des maurrassiens, Buré écrit en 1938 :

« Il fut un temps, où Charles Maurras combattait avec moi le pacifisme briandiste (...) il anathémisait avec moi les Français qui n'étaient pas patriotes sans condition. Un beau jour, il changea de ligne politique et, comme je  n'en changeai pas, il me traita de vendu. Vendu à qui ? Il ne savait pas bien. Successivement, il accusa l'Angleterre, la Russie, les Etats balkaniques, les juifs de m'avoir acheté. (...) Les premières injures de Charles Maurras me troublèrent. Même si j'avais eu une faiblesse, me disais-je, celui-ci aurait dû être le dernier à la dénoncer, car il avait eu, lui, la preuve de ma parfaite indépendance. Pour l'avoir défendu contre le pape, n'avais-je pas perdu une  situation journalistique des plus enviables ? (...) Charles Maurras défend aujourd'hui le pacifisme fauteur de  guerre avec la même frénésie sarrasine qu'il la combattait hier. Il est anti-hitlérien, mais tous les hitlériens trouvent désormais bon accueil auprès de lui. »

En 1938, en URSS, l'ancien ambassadeur soviétique Christian Rakovski, accusé du troisième procès de Moscou (le procès des 21), met en cause Buré dans son témoignage en tant que complice de ses agissements prétendument hostiles à Staline et à l'URSS, parmi d'autres accusations fantaisistes, peut-être pour signifier à destination des étrangers la fausseté manifeste de ses aveux extorqués par la torture. Buré l'a connu en France au temps de sa jeunesse, avant la Première Guerre mondiale. Boris Souvarine aurait fait savoir à Buré la teneur de ces accusations, évoquant le séjour de ce dernier à Moscou en 1935 et Buré lui aurait annoncé qu'il allait les démentir mais il ne l'a pas fait. Souvarine commente en 1981 : « Quelque temps après, j'appris que L'Ordre était subventionné par l'ambassade soviétique ».

### La Seconde Guerre mondiale: l'exil aux États-Unis
Il fuit la France en juin 1940, embarque à Bordeaux, gagne d'abord Londres puis s'installe aux États-Unis à partir d'octobre 1940. Il est déchu de la nationalité française le 6 septembre 1940 par le régime de Vichy, comme d'autres journalistes jugés « bellicistes » (Kerillis, Geneviève Tabouis, Pertinax) et d'autres personnalités. La décision a en fait été prise en juillet, et ses biens sont mis sous séquestre. 
Des journaux dressent des portraits à charge de Buré et des autres journalistes « bellicistes » dès le mois d'août 1940. L'Action française continue d'évoquer Buré et Ebstein, réfugié au Brésil, également déchu de sa nationalité. Léon Daudet reconnait toutefois le talent d'« habile journaliste » de Buré, tout en le présentant comme un alcoolique . La presse française annonce à partir du 10 décembre 1940 qu’ « Émile Buré, devenu complètement fou a été interné dans un asile d’aliénés par les autorités new-yorkaises ». Buré reconnaitra après la guerre avoir eu une dépression nerveuse. Elle annonce ensuite faussement sa mort en janvier 1941. Le quotidien Les Nouveaux Temps souligne sa vénalité mais reconnait son talent. 
Il est membre du comité exécutif de l'association gaulliste franco-américaine France for ever. À partir de mai 1943, Buré co-dirige à New York un hebdomadaire gaulliste, France-Amérique, avec l'avocat et homme politique de gauche Henry Torrès. Ce périodique est publié dans les locaux de la Délégation de la France libre, au 626 de la cinquième Avenue. Le premier numéro, daté du 23 mai 1943, est accompagné d’un message d’encouragement du général de Gaulle : « Je souhaite bonne chance à France-Amérique. Je suis certain que votre journal contribuera à faire connaître à l’Amérique notre amie ce que peut et ce que veut la France […]. Il aidera ainsi à renforcer entre nos deux pays l’amitié qui est indispensable à la victoire et à la reconstruction du monde ». Il critique les propos antigaullistes de Kerillis. 
Il quitte les États-Unis en septembre 1944 ; Henry Torrès lui rend alors hommage.
De retour en France métropolitaine vers novembre 1944 après un passage à Alger, il relance son journal L'Ordre, qui reparaît en février 1945.

### Après la guerre
La publication de L'Ordre cesse en avril 1947, à la suite d'un conflit avec le personnel de son imprimeur. Une seconde tentative, sous un autre nom, L'Ordre de Paris, dure moins d'une année, du 2 septembre 1947 à juillet 1948,. Le journal cesse sa parution quotidienne à partir du 21 mai 1948, devient un hebdomadaire durant quelques semaines, jusqu'au 9 juillet. Pierre Loewel et Julien Benda  collaborent au journal jusqu'à sa disparition, contrairement à André Stibio.
Buré continue à se présenter comme un nationaliste marqué par l'enseignement de Clemenceau et uniquement préoccupé de l'intérêt national, se targue de ses prises de position au moment de Munich en 1938 et poursuit sa dénonciation du « pacifisme germanophile » et du péril allemand. Gaulliste en 1945, il s'éloigne du général de Gaulle et le critique lorsqu'il fonde le Rassemblement du peuple français (RPF) en 1947. 
Dans les débuts de la guerre froide qui oppose les États-Unis à l'Union soviétique - que Buré avait souvent critiqué dans les années 1920 -, ce germanophobe devient un compagnon de route du parti communiste qui met en garde contre le péril allemand. S'il critique les communistes français dans ses articles en 1947, leur reprochant notamment leur anticolonialisme, il dénonce l'antisoviétisme au nom de la nécessité géopolitique de l'alliance franco-soviétique, notamment contre l'Allemagne, la peur du communisme, le bellicisme antisoviétique des anticommunistes occidentaux, notamment américains, l'incohérence des Américains et des Britanniques qui prétendent défendre la démocratie mais appuient la Grèce et l'Espagne de Franco. Il prend parti en 1947 et 1948 à propos de la guerre civile grecque qui oppose les communistes aux monarchistes soutenus par les Britanniques et les Américains contre ces derniers, cosignant par exemple un manifeste aux côtés d'autres célèbres compagnons de route du PCF tels Frédéric Joliot-Curie, Aragon, Yves Farge, Picasso, Paul Eluard ou Elsa Triolet dénonçant implicitement l'intervention américaine. Ami du président tchèque Edvard Beneš, il déplore la disparition de la démocratie en Tchécoslovaquie en 1948 mais refuse de dénoncer le Coup de Prague. Alors qu'il fustigeait les chimères du pacifisme et les pacifistes avant guerre et au lendemain de la Libération, il cosigne l'appel annonçant les Assises du peuple français pour la paix et la liberté des 27 et 28 novembre 1948. Il y donne un rapport sur la France face à l'Allemagne et il y est élu membre du Conseil national des Combattants de la liberté et de la paix aux côtés de dirigeants communistes comme Charles Tillon ou Laurent Casanova et d'autres compagnons de route du Parti communiste tels Lucie Aubrac, Pierre Cot, Jacques Kayser, ou encore le général Petit. Il est aussi membre du comité d'honneur du Mouvement contre le racisme, l'antisémitisme et pour la paix (MRAP), proche des communistes, à partir de sa fondation en 1949. Il collabore épisodiquement à son périodique, Droit et Liberté : il y publie des souvenirs sur l'affaire Dreyfus et met en garde contre le réarmement allemand de la République fédérale d'Allemagne, contre l'« l'ardeur revancharde » de Konrad Adenauer. 
Il livre des souvenirs à des journaux plus modérés au début des années 1950, comme L'Aurore et donne des articles historiques ou géopolitiques à Paris-Presse - L'Intransigeant ; il s'y montre hostile à « l'esclavage rouge en Corée » et à Hô Chi Minh et favorable à la présence française en Indochine, dans le contexte de la guerre d'Indochine et de la guerre de Corée, et à la colonisation qu'il défendait déjà contre les anticolonialistes dans ses éditoriaux de L'Ordre.
Il est promu commandeur de la Légion d'honneur en 1951.

### Mort - Obsèques
Alors qu'il s'était attelé à la rédaction de ses Mémoires, Émile Buré meurt dans une clinique de Saint-Mandé le 31 mai 1952, à l'âge de 76 ans.
Ses obsèques sont célébrées en l'église d'Auteuil, en présence notamment de l'Académicien Georges Lecomte, de Torrès, de Jacques Debû-Bridel, alors sénateurs, d'André Cornu, secrétaire d'État, de députés (Guy La Chambre, Louis Jacquinot, Joseph Denais), de l'ancien député Gratien Candace, de Roger Langeron, ancien préfet de police, du général Gabriel Cochet, ancien résistant, de Julien Cain, de directeurs de journaux ou journalistes (Pierre Lazareff, Madeleine Jacob) et d'anciens collaborateurs comme Rémy Roure, Léon Treich, Chauchat, Jean Sarrus, Pierre Loewel et S. de Givet.

### Famille
Il épouse à Paris le 8 septembre 1902 Jeanne Marie Louise Blavet (1874-1927), fille d'Émile Blavet, journaliste et écrivain. Le couple a une fille, Germaine, qui épouse en février 1927 Félix Dechosal, industriel. 
Sa femme décède en décembre 1927. De nombreuses personnalités assistent à ses obsèques, parmi lesquelles des parlementaires, de droite pour la plupart (les sénateurs Léon Bérard et Frédéric François-Marsal, les députés Pierre Taittinger, Paul Chassaigne-Goyon, Louis Duval-Arnould, etc.) hormis un radical modéré, Henry Paté, ainsi que le préfet de police Jean Chiappe, Georges Lecomte, des directeurs de journaux et journalistes, des représentants d'Aristide Briand et de Raymond Poincaré, président du conseil. 
Émile Buré se remarie le 6 octobre 1930 avec Clémentina Cotescu, fille d'un ingénieur roumain.
En 1916, Émile Buré était domicilié à Paris 154, avenue Émile-Zola.

## L'éditorialiste
Des lendemains de la Première Guerre mondiale à l'année 1940 puis de 1945 à 1948, ce directeur de journaux d'opinion livre presque charge jour un éditorial, qui est l'essentiel de son activité et de ses préoccupations. Par ses articles lus et commentés par ses confrères et par ses contacts avec les milieux politiques, qu'il fréquente à la Chambre des députés ou lors de voyages et de déjeuners, d'où son embonpoint marqué, il joue un rôle important dans la vie politique et celle des médias, surtout sous la IIIe République. Il les anime par les polémiques auxquelles il prend part. Il livre aussi un éditorial lors de son exil aux États-Unis, en 1943-1944, mais il le partage avec Henry Torrès. 
Il eut la réputation dans le milieu des journalistes français d'un homme qui aima « les femmes, la bouffe et le pognon » ; une réputation que Bernard Auffray nuance. Son bureau directorial fut un lieu bruyant où il accueillait volontiers personnalités, journalistes et quémandeurs tout en se concentrant sur l'écriture de son éditorial.

## Publication
- Ernest Renan et l'Allemagne : textes recueillis et commentés par Émile Buré, New-York, Brentano's, 1945, 235 p. (Lire en ligne l'introduction)

## Décorations
- Chevalier de la Légion d'honneur (octobre 1922)
- Officier de la Légion d'honneur (mars 1934)[148]
- Commandeur de la Légion d'honneur (1951)

## Sources et bibliographie

### Sources primaires
- G. Charensol, « Maitres de l'opinion: L'Ordre » , Les Nouvelles littéraires, 23 avril 1932
- « Emile Buré », Pourquoi pas, 16 janvier 1925, p. 59-63

### Témoignages
- Bernard Auffray (ancien collaborateur de Buré, il a été le secrétaire général de L'Ordre[149]), « Émile Buré », La Revue des deux mondes, août et septembre 1980 (Lire en ligne la première partie, Lire en ligne la seconde partie)
- Ibid., Sur mon chemin j'ai rencontré : du service de l'opinion au service du bien public, Klincksieck, 1979
- André Stibio (autre ancien collaborateur de Buré), « Émile Buré : portrait d'un journaliste de la Troisième », Carrefour, 11 juin 1952,  (Lire en ligne)